# Zdzisław Badocha

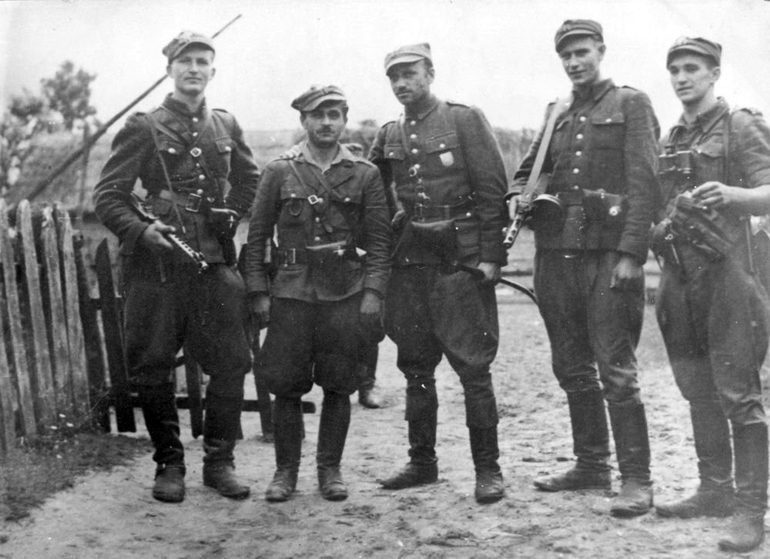
Żołnierze V Wileńskiej Brygady AK. Stoją od lewej: ppor. Henryk Wieliczko „Lufa”, por. Marian Pluciński „Mścisław”, mjr Zygmunt Szendzielarz „Łupaszka”, wachm. Jerzy Lejkowski „Szpagat”, por. Zdzisław Badocha „Żelazny”

Zdzisław Stanisław Badocha ps. „Żelazny” (ur. 22 marca 1925 w Dąbrowie Górniczej, zm. 28 czerwca 1946 w majątku Czernin) – żołnierz Armii Krajowej, w latach powojennych dowódca 2. szwadronu 5 Wileńskiej Brygady AK.

## Życiorys

### Dzieciństwo i młodość
Był synem Romana Badochy, podoficera Korpusu Ochrony Pogranicza, i Wandy z domu Tylec. Dzieciństwo spędził w Czudzinie w powiecie Łuniniec.
Prawdopodobnie w 1937 lub 1938 jego rodzina zamieszkała w Nowych Święcianach, co było związane ze służbą ojca w KOP. Badocha uczęszczał do Gimnazjum im. Józefa Piłsudskiego w odległych o 12 km Święcianach. Od lutego 1938 należał też do ZHP do drużyny harcerskiej im. B. Głowackiego. Jako wzorowy harcerz odznaczony został Państwową Odznaką Sportową klasy trzeciej pierwszego stopnia.

### II wojna światowa
W czerwcu 1942 rozpoczął działalność konspiracyjną w szeregach AK na Wileńszczyźnie. Został członkiem 23. Ośrodka Dywersyjnego Ignalino-Nowe Święciany. Przed majem 1943 objął dowództwo jednego z patroli 23. Po wpadce i dekonspiracji od maja 1944 był żołnierzem plutonu sierż. Mieczysława Kitkiewicza ps. „Kitka” w 5. Wileńskiej Brygadzie AK pod dowództwem mjr Zygmunta Szendzielarza ps. „Łupaszka”. Uczestniczył w walkach o wyzwolenie Wilna w ramach operacji Ostra Brama.
6 lipca jego oddział przeszedł do Puszczy Grodzieńskiej, gdzie 23 lipca w okolicach miejscowości Porzecze został otoczony wraz z całą 5. Brygadą przez Sowietów. Brygadzie jednak udało się rozproszyć.
Badocha wraz z innymi żołnierzami swojego plutonu przedostał się na początku sierpnia w rejon Białegostoku. Tam został wcielony do 4. zapasowego pułku piechoty, stacjonującego w Dojlidach. W październiku zdezerterował z niego i przyłączył się w Kieturykach do odtwarzanej przez mjr Z. Szendzielarza 5. Brygady Wileńskiej.
Na początku 1945 został dowódcą plutonu w 4. szwadronie por. Mariana Plucińskiego ps. „Mścisław”. Odtąd nieprzerwanie uczestniczył w walkach z oddziałami KBW, UB, MO i LWP oraz NKWD. W kwietniu jego oddział operował w rejonie Bielska Podlaskiego, Białowieży i Hajnówki. W maju – po koncentracji 1. i 4. szwadronu w Oleksinie – przeszedł na lewy brzeg Bugu, gdzie jego oddział działał do początku września (głównie na obszarze powiatu Sokołów Podlaski). 22 maja dostał awans do stopnia kaprala, a 15 sierpnia – do stopnia podporucznika.
7 września w Stoczku rozkazem Komendy Okręgu Białostockiego AK oddziały 5. Brygady zostały zdemobilizowane. Prawdopodobnie na początku października Badocha odwiedził swoją rodzinę w Dąbrowie Górniczej, pozostawiając jej na pamiątkę kolekcję fotografii żołnierzy 5. Brygady z dedykacjami, a następnie pojechał na Wybrzeże Gdańskie do mjr Z. Szendzielarza, który podporządkował się ppłk. Antoniemu Olechnowiczowi ps. „Pohorecki”, komendantowi Ośrodka Mobilizacyjnego Wileńskiego Okręgu AK.

### Powrót do walki
Na przełomie lutego i marca 1946 5. Brygada Wileńska wznowiła działania zbrojne. Podporucznik Badocha objął funkcję dowódcy patrolu bojowego. Na jego czele przeprowadził szereg akcji na terenie województwa gdańskiego i szczecińskiego. Na pocz. kwietnia – po reorganizacji 5. Brygady – został dowódcą 2. szwadronu. 6 kwietnia otrzymał od mjr Z. Szendzielarza sygnet 5. Brygady za pełną poświęcenia i samozaparcia pracę w oddziale.
Działał wraz ze swoim szwadronem głównie na obszarze Borów Tucholskich. Do jego akcji należały m.in.:
- 5 kwietnia – rozbrojenie patrolu wojskowego i zdobycie 12 karabinów maszynowych;
- 4 maja – zlikwidowanie w Tleniu funkcjonariusza PUBP z Drawska Jana Talpy i rozbrojenie posterunku SOK;
- 19 maja – rajd samochodem ciężarowym po powiecie starogardzkim i części kościerskiego i rozbrajanie posterunków MO w Kaliskach, Osiecznej, Osieku, Skórczu, Lubichowie, Zblewie i Starej Kiszewie (milicjanci byli puszczani wolno), ponadto w tej ostatniej miejscowości zostali rozstrzelani pracownicy miejscowej placówki UBP: doradca szefa UB w Kościerzynie lejtnant NKWD Piotr Szyniedzin, kierownik placówki UB Jerzy Fajer, pracownicy UB – Zygmunt Getczes i Michał Safian oraz członek PPR oraz ORMO i współpracownik UB Jan Kujach; szef PUBP w Skórczu sierż. Kisiel został puszczony wolno; dzięki radiu BBC o tej akcji dowiedziała się opinia społeczna za granicą;
- 21 maja – schwytanie i rozstrzelanie dwóch funkcjonariuszy PUBP z Koszalina – Edmunda Stankiewicza i Kazimierza Porczyka.
- 25 maja – starcie z grupą MO koło wsi Podjazy w powiecie kartuskim, w wyniku którego poległ 1 milicjant i 1 funkcjonariusz UB (chor. Jan Szymczak), a 4 milicjantów zostało rannych.

Zawsze osobiście kwitował przejęcie rzeczy i sprzętu należącego do funkcjonariuszy MO i UBP.

### Okoliczności śmierci

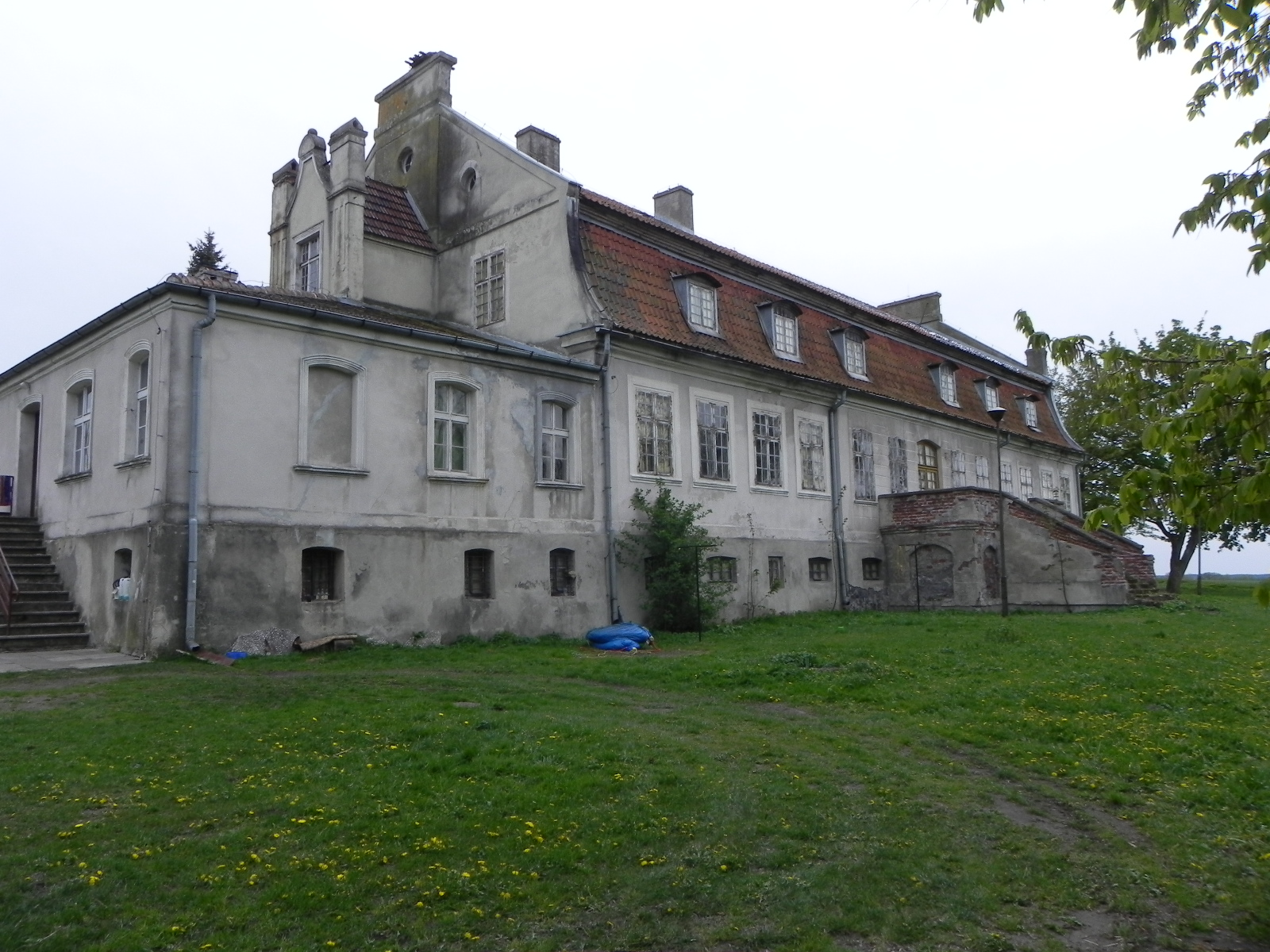
Dwór Donimirskich w Czerninie, w którym w ostatnich dniach życia ukrywał się i koło którego zginął Zdzisław Badocha

W odpowiedzi na akcje 2. szwadronu władze komunistyczne skierowały przeciwko niemu duże siły UB, MO, KBW i wojska. Tymczasem ppor. Z. Badocha kontynuował swoje działania, przeprowadzając w pierwszych dniach czerwca wspólnie z pozostałymi szwadronami 5. Brygady akcje bojowe na posterunki MO w rejonie Dzierzgonia, Iławy i Sztumu. Po ich wykonaniu 2. szwadron zatrzymał się na odpoczynek we wsi Tulice koło Sztumu.
10 czerwca zaatakowała go grupa operacyjna UB i MO, w wyniku czego zginęło 2 funkcjonariuszy UB i 3 milicjantów (ponadto 3 milicjantów zostało rannych), a szwadronowi – dzięki umiejętnemu dowodzeniu przez ppor. Olgierda Christę ps. „Leszek” – udało się ujść. Ppor. Badocha został jednak ranny. Przewieziono go na leczenie do majątku Czernin koło Sztumu (do dworu Donimirskich), administrowanego przez przedwojennego działacza kaszubskiego Ottomara Zielke, który na początku 1946 podjął współpracę z 5. Brygadą, zapewniając jej opiekę w podległych sobie majątkach.
Badocha został jednak wkrótce zadenuncjowany przez aresztowaną wcześniej przez UB łączniczkę Reginę Żylińską ps. „Regina”. 28 czerwca kilkunastoosobowa grupa operacyjna UB i MO z Malborka otoczyła majątek w celu aresztowania Badochy. Ten próbował wydostać się z okrążenia, ostrzeliwując się, zginął trafiony odłamkiem granatu.
Miejsce jego pochówku jest nieznane. O okolicznościach śmierci jego rodzina dowiedziała się dopiero w latach 60.

## Odznaczenia i upamiętnienie

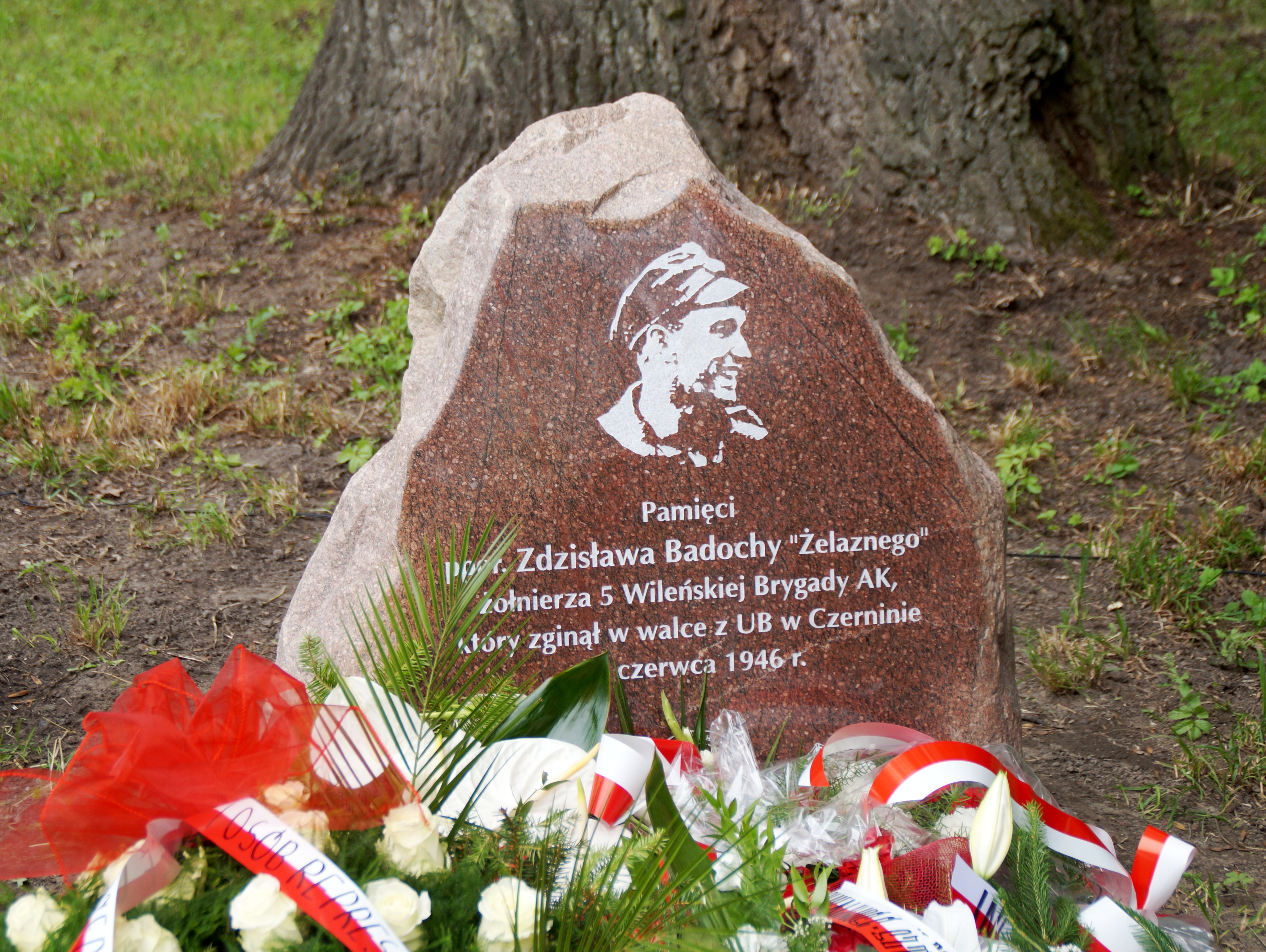
Kamień pamiątkowy poświęcony Zdzisławowi Badosze ps. „Żelazny", odsłonięty 28 czerwca 2016 przy dworze w Czerninie koło Sztumu

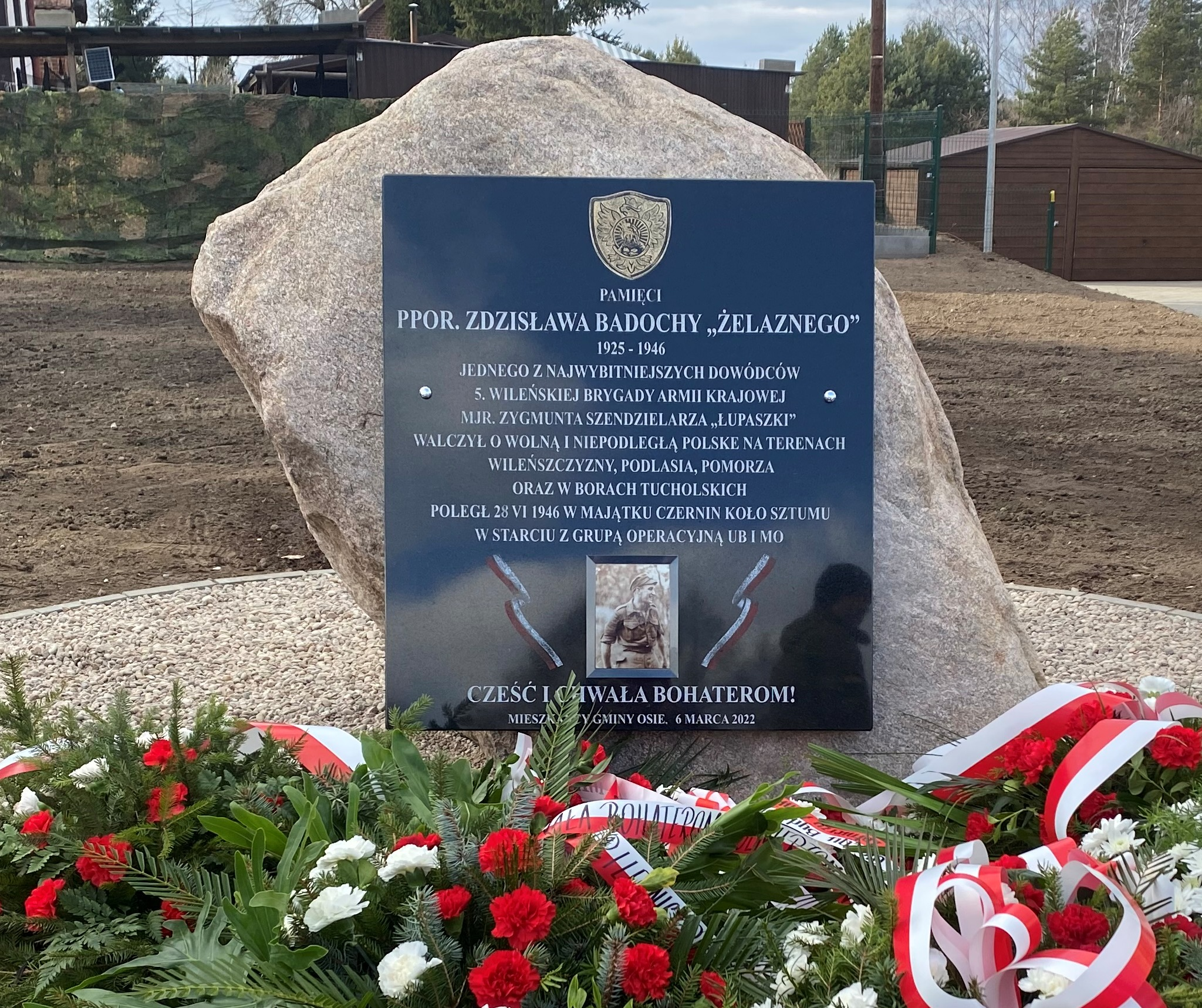
Kamień z tablicą poświęconą pamięci Zdzisława Badochy ps. „Żelazny" w Tleniu w Borach Tucholskich, odsłonięty 6 marca 2022

- 15 maja 1946 mjr Z. Szendzielarz za zasługi i niezwykłe bohaterstwo przedstawił go do odznaczenia Krzyżem Virtuti Militari.
- W 2004 upamiętniająca go tablica pamiątkowa została umieszczona na ścianie kościoła w Czerninie.
- 17 września 2011 w Koszalinie, w kościele pw. Ducha Św. odsłonięto tablicę upamiętniającą ppor. Zdzisława Badochę „Żelaznego” i dowodzony przez niego 2 szwadron 5 Wileńskiej Brygady AK.
- W 2015 Prezydent RP Bronisław Komorowski odznaczył Zdzisława Badochę pośmiertnie Krzyżem z Mieczami Orderu Krzyża Niepodległości za wybitne zasługi poniesione w walce z bronią w ręku o suwerenność i niepodległość Państwa Polskiego w latach 1939-1956[3].
- 28 czerwca 2016, w 70 rocznicę śmierci, przy dworze w Czerninie koło Sztumu został odsłonięty pomnik upamiętniający Zdzisława Badochę.
- 1 Karlińska Drużyna Harcerzy Związku Harcerstwa Rzeczypospolitej „Wyklęci” nosi nazwę ppor. Zdzisława Badochy „Żelaznego”.
- 5 Gdyńska Drużyna Harcerzy Związku Harcerstwa Rzeczypospolitej „Knieja” ma za patrona ppor. Zdzisława Badochę „Żelaznego”.
- 5 Ursynowska Drużyna Harcerzy Związku Harcerstwa Rzeczypospolitej "Puszcza" ma za patrona ppor. Zdzisława Badochę „Żelaznego”.
- W 2016 IPN wydał komiks autorstwa Sławomira Zajączkowskiego (scenariusz) i Krzysztofa Wyrzykowskiego (rysunki) pt. „Żelazny" w serii komiksów historycznych o Żołnierzach Wyklętych „Wilcze tropy"[4].
- 5 marca 2017 w Skórczu odsłonięto tablicę memoratywną upamiętniającą Zdzisława Badochę ps. „Żelazny"[5].
- W 2019 powstał film pt. „ŻELAZNY – Legenda Wileńskiej Partyzantki" produkcji SGRH GRYF i Studio JART.
- 6 marca 2022 w Tleniu w Borach Tucholskich, obok stacji PKP i siedziby Centrum Czynnej Ochrony Przyrody Wdeckiego Parku Krajobrazowego, odsłonięty został kamień z tablicą poświęconą „Żelaznemu"[6].